# Римский-Корсаков, Андрей Николаевич
Андрей Николаевич Римский-Корсаков (5 [17] октября 1878, Санкт-Петербург — 23 мая 1940, Ленинград) — музыковед, текстолог, музыкальный критик. Сын и биограф Н. А. Римского-Корсакова. Известен также исследованиями творческого наследия и биографии М. П. Мусоргского и М. И. Глинки.

## Биографические сведения
Изучал теорию музыки под руководством отца. Обучался игре на виолончели у П. А. Ронгинского, К. К. Маркс-Маркуса, Э. Ф. Гербека.
В 1903 окончил Страсбургский университет как философ (руководитель В. Виндельбанд). Защитил докторскую диссертацию на тему «Антология Гербарта, критическое описание».
В 1906—1912 преподавал логику, философию, психологию, педагогику в гимназиях Санкт-Петербурга.
С 1912 года печатался как музыкальный критик в журналах и газетах «Русская молва» (где заведовал музыкальным отделом), «Северные записки», «Аполлон», «Книга», «Русская мысль», «Красная газета».
В 1915—1917 — редактор-издатель журнала «Музыкальный современник».
В 1921—1924 преподавал в Петроградском университете (курс истории русской музыки).
В 1922—1925 редактор сборников «Музыкальная летопись».
В 1923—1928 — действительный член Института истории искусств, заведующий библиографическим бюро.
В 1918—1940 — сотрудник Отдела рукописей, заведующий нотным отделом Публичной библиотеки.
Игорь Стравинский посвятил А. Н. Римскому-Корсакову балет «Жар-птица».
Его жена, композитор Юлия Лазаревна Вейсберг, погибла вместе с их единственным сыном Всеволодом во время блокады Ленинграда. В семье А. Н. Римского-Корсакова также воспитывался сын Ю. Л. Вейсберг от предыдущего брака — Виктор Крейцер.

## Основные публикации

### Книги
- Максимилиан Штейнберг. Биографический очерк. М., 1928.
- Николай Андреевич Римский-Корсаков (1844—1908). Л., 1928.
- Н. А. Римский-Корсаков: Жизнь и творчество. Вып. I—V. М., 1933—1946.
- «Boris Godunov» de M. Moussorgsky / Trad. de B. de Schlozer. Paris, 1922.

### Статьи
- Балеты Игоря Стравинского // Аполлон. — 1915. — № 1.
- Далькроз и эстетика // Рус. мысль. — 1915. — № 5.
- Личность Глинки как предмет изучения // Муз. летопись. — 1923.— № 2.
- Das Abenteuer des Pachomitsch, eine unbekannte Komposition Mussorgsky’s // Die Musik. — 1925. — № 5.

### Научное редактирование
- Записки М. И. Глинки. Под редакцией, со вступительной статьей и примечаниями А. Н. Римского-Корсакова. Москва-Ленинград: Academia, 1930. 568 с.
- М. П. Мусоргский. Письма и документы. Собрал и обработал А. Н. Римский-Корсаков. Москва-Ленинград, 1932. 580 с.